# Louis Pierre Louvel

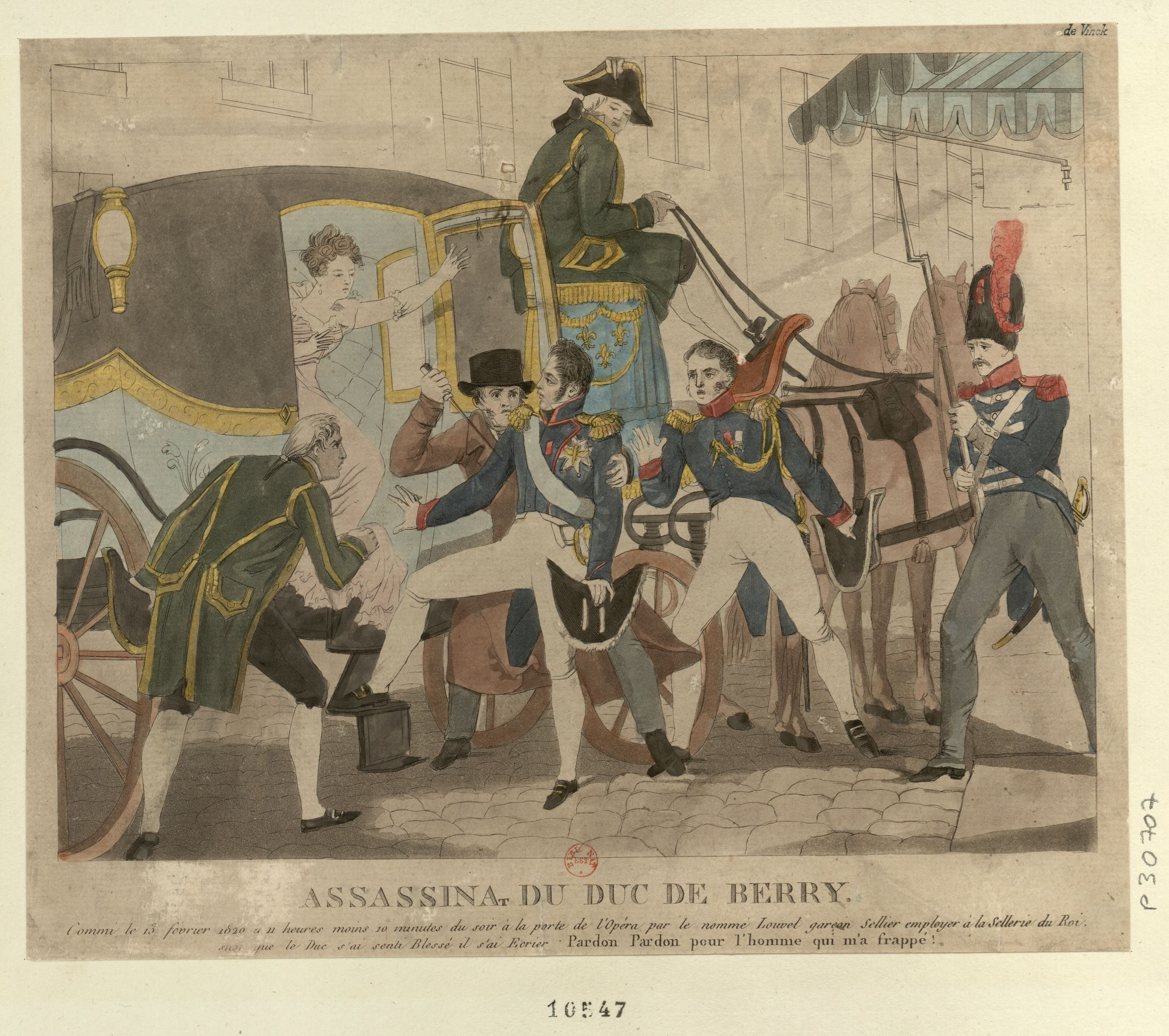
Zeitgenössische Darstellung des Attentats auf den Herzog von Berry

Louis Pierre Louvel (* 7. Oktober 1783 in Versailles; † 7. Juni 1820 in Paris) war ein französischer Sattler. Er war der Mörder des Charles Ferdinand de Bourbon.

## Leben
Louvel war der Sohn eines Krämers, erlernte das Sattlerhandwerk und trat 1806 in die Artillerie ein. Ab 1815 arbeitete er als Sattlergeselle in den königlichen Ställen. Die politischen Vorgänge der Restauration erregten in ihm den Hass gegen die Dynastie der Bourbonen. Er wollte diese Familie vernichten, indem er Charles Ferdinand de Bourbon ermordete, den Sohn des späteren Königs von Frankreich und Navarra Karl X. Als der Prinz mit seiner Gemahlin am 13. Februar 1820 gegen 23 Uhr nach einer Aufführung die Pariser Oper verließ, um sie zum Wagen zu führen, drängte sich Louvel heran und stieß ihm ein Messer in die rechte Seite. Tödlich verletzt brach der Prinz zusammen und verstarb am folgenden Tag.
Platzadjutanten und Gardesoldaten waren dem Mörder nach dem ersten Schrei des Prinzen nachgeeilt und hatten ihn ergreifen können. Louvel wurde daraufhin in die Wache des Opernhauses gebracht und in Gegenwart des Ministers Élie Decazes verhört. Er gestand sofort, dass er seit sechs Jahren und ganz allein den Entschluss gefasst habe, Frankreich von den Bourbonen zu befreien, da er sie für die ärgsten Landesfeinde halte. Der Prozess wurde vor der Pairskammer geführt und die Untersuchung dauerte drei Monate. 1200 Zeugen wurden vernommen, um eventuelle Mittäter ausfindig zu machen, was jedoch nicht gelang.
Vor dem Gerichtshof der Pairskammer gab Louvel am 5. Juni 1820 die Erklärung ab, dass ihn keine persönliche Beleidigung, sondern allein die Erbitterung über die Anwesenheit der ausländischen Truppen nach der Restauration schon 1814 zu dem Mordplan verleitet habe. Um sich zu zerstreuen, habe er Reisen gemacht und die Insel Elba besucht, dort aber weder mit Napoleon noch mit dessen Begleitern eine Unterredung gehabt. Nach Napoleons Rückkehr von Elba 1815 habe er in den kaiserlichen Ställen Dienste als Sattler genommen und diese Stellung auch nach der Wiedereinsetzung der Bourbonen behalten. Niemand habe ihn zu seinem Mordplan verleitet noch darin bestärkt; auch habe er nie Zeitschriften gelesen. Er erkannte seine Tat als ein schweres Verbrechen an, behauptete aber, dass er durch reifliche Überlegung zum Entschluss gekommen sei, sein Leben Frankreich zum Opfer zu bringen.
Louvels Verteidiger schützte den Wahn einer fixen Idee vor und berief sich auf die Bitte des sterbenden Prinzen um seines Mörders Begnadigung. Auch Louvel selbst las ein Schreiben zur Verteidigung seiner Tat vor. Der Gerichtshof verurteilte ihn dennoch zum Tod. Nach langer Weigerung nahm Louvel den Besuch eines Geistlichen an. Er wurde am 7. Juni 1820 mit der Guillotine hingerichtet.